# 57 Pułk Lotnictwa Szturmowego
57 Pułk Lotnictwa Szturmowego (57 plsz) – oddział lotnictwa szturmowego ludowego Wojska Polskiego.

## Formowanie
W okresie od 1 maja do 1 grudnia 1952 roku na lotnisku w Pile zamierzano sformować 57 Pułk Lotnictwa Szturmowego. Etat nr 6/104 przewidywał 307 żołnierzy zawodowych i 2 pracowników cywilnych. Pułk miał wchodzić w skład 16 Dywizji Lotnictwa Szturmowego. Ze względów organizacyjnych, minister obrony narodowej polecił dowódcy Wojsk Lotniczych zaniechać formowania 57 Pułku Lotnictwa Szturmowego. W jego miejsce, w skład 16 DLSz włączono 51 Pułk Lotnictwa Szturmowego z rozformowanej 13 DLSz.